# Premis Pulitzer de 1927
Els següents són els Premis Pulitzer del 1927.

## Premis de periodisme
- Servei públic:
  - Canton Daily News, per la seva lluita valenta, patriòtica i eficaç per posar fi a una situació perversa provocada per la complicitat entre les autoritats de la ciutat i la delinqüència, lluita que va tenir un resultat tràgic amb l'assassinat del director del diari, el Sr. Don R. Mellett.
- Informeació:
  - John T. Rogers del St. Louis Post-Dispatch, per la investigació que va conduir a la destitució del jutge George W. English del Tribunal dels Estats Units per al districte oriental d'Illinois.[1]
- Redacció editorial:
  - F. Lauriston Bullard del Boston Herald, per "We Submit".

- Caricatura Editorial:

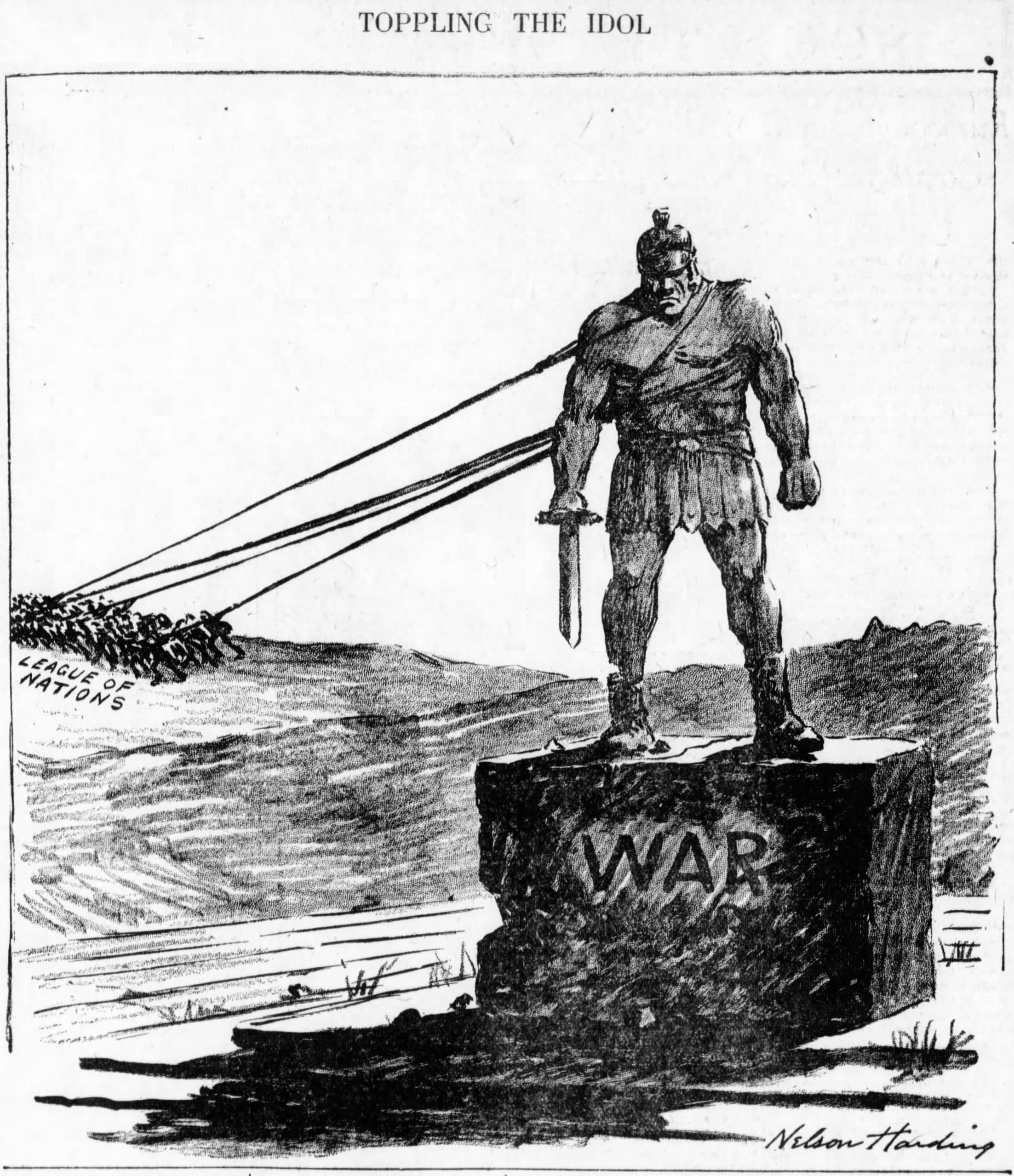
"Toppling the Idol", guanyador del premi a la Caricatura Editorial

  - Nelson Harding del Brooklyn Daily Eagle, per "Toppling the Idol".[2]

## Premis de lletres i teatre
- Novel·la:
  - Early Autumn (Principis de tardor) de Louis Bromfield (Stokes)
- Drama:
  - In Abraham's Bosom de Paul Green (McBride)
- Història:
  - Pinckney's Treaty (Tractat de Pinckney) de Samuel Flagg Bemis (Johns Hopkins)
- Biografia o autobiografia:
  - Whitman per Emory Holloway (Knopf)
- Poesia:
  - Fiddler's Farewell de Leonora Speyer (Knopf)